# Некрасов, Павел Алексеевич
Павел Алексеевич Некрасов (1853—1924) — российский математик, специалист в области теории вероятностей, философ. Профессор математики, ректор Императорского Московского университета, президент Московского математического общества; позже — на службе в Министерстве народного просвещения.

## Биография
Родился в семье священника. Рано осиротел. Среднее образование получил в Рязанской духовной семинарии, после окончания которой в 1874 году поступил на физико-математический факультет Московского университета. Окончил университет со степенью кандидата в 1878 году и был оставлен при кафедре чистой математики для подготовки к профессорскому званию. С августа 1879 года состоял учителем математики в частном реальном училище Воскресенского. В 1883 году защитил магистерскую диссертацию, которая была удостоена престижной премии имени В. Я. Буняковского. В 1886 году защитил докторскую диссертацию, посвящённую исследованию ряда Лагранжа.

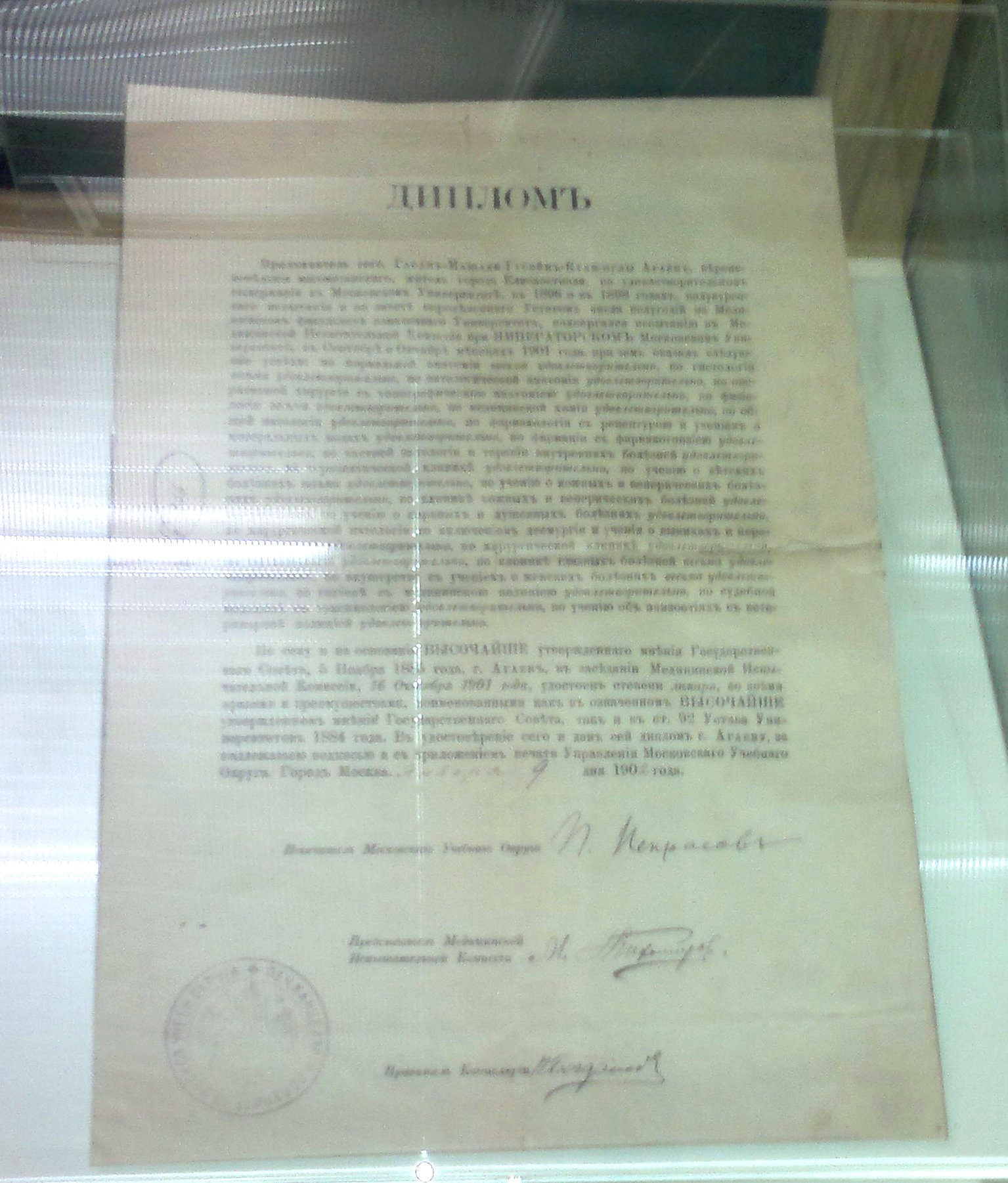
Диплом Гасан-бека Агаева, подписанный Некрасовым

Приват-доцент (с февраля 1885), экстраординарный профессор (с 1886), затем (с 20 апреля 1890) — ординарный профессор чистой математики в Московском университете. Преподавал также в Константиновском межевом институте, в Санкт-Петербургском университете. С 1891 года — декан физико-математического факультета и помощник ректора. В 1893—1898 годах — ректор Московского университета, а с 10 марта 1898 года — попечитель Московского учебного округа; оба раза он менял Н. П. Боголепова.
П. А. Некрасов был одним из активных членов, а затем и руководителей Московского математического общества. В 1891 году он стал вице-президентом Общества, а в 1903 году — его президентом и оставался на этом посту до своего переезда в 1905 году в Санкт-Петербург на службу в Министерстве народного просвещения.
С 1908 года — в отставке.
В послереволюционное время Некрасов вернулся на работу в Московский университет. Состоял первое время на должности приват-доцента, в 1919 году был избран профессором по кафедре чистой математики. В начале 1920 года он был направлен в Тарусский уездный отдел народного образования для преподавания начал высшей математики и математической физики в школах 2-й ступени с сохранением связи с МГУ в качестве профессора по кафедре математики физико-математического факультета. С 1921 года состоял также на должности профессора Московского института гражданских инженеров, который в 1923 году был объединён с Московским практическим строительным институтом.
Скончался 20 декабря 1924 года от воспаления легких. Похоронен в Москве, на Дорогомиловском кладбище. В связи с ликвидацией кладбища, в 1948 году перезахоронен на 2-й участок Востряковского кладбища. В настоящее время могила утрачена ввиду освобождения участков от бесхозных захоронений, проходившая на кладбище в 2012-13 годах.
Павел Некрасов — один из наиболее ярких представителей Московской философско-математической школы. Это направление в философии возникло на базе Московского математического общества и связано в первую очередь с именем профессора математики Николая Васильевича Бугаева (1837—1903). Идеи Московской философско-математической школы были направлены на разрешение классических социологических антагонизмов «индивид — общество» и «свобода — необходимость» с помощью иных оснований, нежели в позитивистской и материалистической социологии, а именно с помощью аритмологии (теории прерывистых функций и множеств) и теории вероятностей, а также особой персоналистической социальной антропологии, в которой человек рассматривался (по Бугаеву) как живая духовная единица, «самостоятельный и самодеятельный индивидуум».
При советской власти эта философская школа в связи с так называемым «Делом Промпартии» (1930) и разгромом научной статистики (первая «волна» — после демографической катастрофы, вызванной голодом 1932—1933 годов, вторая «волна» — после «неправильной» переписи 1937 года) была объявлена реакционной. Вот что, к примеру, было написано в выпущенной в 1931 году брошюре «На борьбу за диалектическую математику»: «Эта школа Цингера, Бугаева, Некрасова поставила математику на службу реакционнейшего „научно-философского миросозерцания“, а именно: анализ с его непрерывными функциями как средство борьбы против революционных теорий; аритмологию, утверждающую торжество индивидуальности и кабалистики; теорию вероятностей как теорию беспричинных явлений и особенностей; а всё в целом в блестящем соответствии с принципами черносотенной философии Лопатина — православием, самодержавием и народностью». В опубликованной в 1938 году статье «Советская математика за 20 лет» говорилось об «отрицательном значении для развития науки реакционных философских и политических тенденций в московской математике (Бугаев, П. Некрасов и др.)». В последующие годы об идеях Московской философско-математической школы в советской литературе практически не упоминалось. В Большой советской энциклопедии статьи о Павле Алексеевиче Некрасове нет.
В конце XX века к идеям школы Н. В. Бугаева снова стал проявляться существенный интерес; связано это в том числе и с тем, что многие идеи этой школы получили дальнейшнее развитие, а представители этой школы были одними из родоначальников системного подхода в естественных науках.
Одной из идей Некрасова стало построение модели человеческого общества, в которой сохраняется социальная антропология, допускающая творческую свободу воли, в то же время исследование математических закономерностей в массовых независимых случайных явлениях такого общества исследуется с применением теории вероятностей.
Ещё одной идеей Некрасова, позднее развитой другими философами, было его указание, с одной стороны, на важность математики в любых исследованиях («никакая закономерность не может быть определена без математического элемента»), но, одновременно, на недопустимость абсолютизации роли математики. «Отводя важную роль математике, не следует, однако, умалять значение слова как средства выражать идеи и понятия, и опыта как средства ощущать, открывать и проверять связь вещей… — писал он в своей работе „Московская философско-математическая школа и её основатели“. — Чистое математическое познание нужно причислить к … весьма ценным, но односторонним простым элементам познания, требующим синтеза с прочими внутренними и внешними элементами познания».
В своей статье «Философия и логика науки о массовых проявлениях человеческой деятельности» Некрасов писал о необходимости существования такой системы социальных мер и учреждений, которая бы создавала «массовый положительно организованный антроподинамический поток жизнедеятельности» как «опору Суверенной Власти», при этом во главе этой системы, по его мысли, должны стоять «Государство, Церковь и Академия».

## Оценки современников
…математик Некрасов, прославившийся применением математики к доказательству неизбежной необходимости царского режима и охранного отделения

## Некоторые работы
- Об организации общежитий и столовых для студентов Императорского Московского университета. — М., 1895.
- Теория вероятностей. — М., 1896.
- Исчисление приближенных выражений функций весьма больших чисел. — М., 1900.
- Новые основания о вероятностях сумм и средних величин. Т. 1—3. — М., 1901—1902.
- Философия и логика науки о массовых проявлениях человеческой деятельности // Математический сборник. — М., 1902. Т. XXII. — С. 463—604.
- Полемика по поводу книги Некрасова «Философия и логика науки…» // Вопросы философии и психологии. — 1903. — № 68—70.
- Логика мудрых людей и мораль (ответ В. А. Гольцеву) // Вопросы философии и психологии. — 1903. — № 5.
- Некрасов П. А. Московская философско-математическая школа и её основатели // Математический сборник : журнал. — М., 1904. — Т. 25, № 1. — С. 3—249.
- Государство и академия: Синтез (сложение) авторитетных суждений добросовестного меньшинства с мнениями моральных сил доблестного большинства. — М: Тип. Г. Лисснера и Д. Собко, 1905. — 107 с.
- Капитал и государственный кредит земле и труду по страховой системе; Страховая хозяйственная монополия, в ее соотношении к росту народного богатства и доходам казны; Операционная схема. — М.: тип. В. А. Жданович, 1908. — 184 с.
- Вера, знания и опыт. Основной метод общественных и естественных наук: Гносеологический и номографический очерк. — СПб: Типография Ю. Н. Эрлих (вл. А. Э. Коллинс), 1912. — 134 c.
- Теоретико-познавательные построения в славянофильском духе. — Харьков: Типография «Мирный труд», 1913. — 15 с.
- Исследование функционального уравнения состязаний в шахматных и нардных играх. — М.: тип. Г. Лисснера и Д. Собко, 1916. — 43 с.